# Fordham (Norfolk)
Pour les articles homonymes, voir Fordham.
 (juillet 2023).
Fordham est une paroisse civile et un village du Norfolk, en Angleterre.